# Temco TT-1 Pinto
ТТ-1 «Пинто» — американский двухместный турбореактивный учебно-тренировочный самолёт. Разработан фирмой Temco Aircraft в 1955 году (фирменное обозначение Model 51 Pinto), в рамках конкурса на учебный самолёт, для ВВС США. В конкурсе победил Cessna T-37 Tweet, но несмотря на неудачу в конкурсе, «Пинто» заинтересовались ВМФ США, где он участвовал в различных экспериментах, было выпущено 14 экземпляров.

## Конструкция
TT-1 Pinto представляет собой свободнонесущий среднеплан, шасси трёх опорное с носовой передней стойкой. Экипаж расположен тандемно, кабина закрывается одним фонарём.

## Модификации
TT-1 Pinto
Двухместный реактивный самолёт начального обучения.
American Jet Industries T-610 Super Pinto
Турбореактивный двигатель General Electric CJ610-6 (2,850 lbf / 12,7 кН).

### Технические характеристики
- Экипаж: 2 человека
- Длина: 9,33 м
- Размах крыла: 9,09 м
- Высота: 3,3 м
- Площадь крыла: 13,9 м²
- Профиль крыла:
- Масса пустого: кг
- Масса снаряженного:
- Нормальная взлетная масса: 2 018 кг
- Максимальная взлетная масса: кг
- Двигатель: Continental YJ69-T-9
- Мощность: 1x л.с.

### Лётные характеристики
- Максимальная скорость: 556 км/ч
  - у земли:
  - на высоте м:
- Крейсерская скорость:
- Практическая дальность: 444 км
- Практический потолок: 9 145 м
- Скороподъёмность: м/с
- Нагрузка на крыло: кг/м²
- Тяговооружённость: Вт/кг
- Максимальная эксплуатационная перегрузка: